# 黎敏聰
黎敏聰，（英文名︰Lai Man Chung Mindy），香港出生，是香港聾人機構「龍耳」的手語翻譯員。她從2022年4月加入龍耳，現符合《香港手語翻譯員名單》基本條件的手語翻譯員。亦有參與港台電視32電視節目「防疫速遞」、香港政府記者會、HOY TV的「手語新聞報道」以及ViuTV的「6點新聞報道」中擔任手語傳譯工作。

## 簡歷
黎敏聰在自己住所附近偶爾會遇到聾人在街上打手語，好奇心驅使下便開始學習手語，成為手語翻譯員。她接受訪問時認為，擔任手語翻譯員除了要懂得手語外，亦要有同理心，明白聾人的狀况。她亦指出即時反應是很重要，在電視台做手語傳譯只會被拍攝上半身，但翻譯舞台劇和公眾演說的手語需兼顧全身的肢體動作。

## 現況
從事手語傳譯工作的黎敏聰表示，政府新聞處安排的傳譯工作，是手語翻譯員在獨立空間聽主講者說話，因為語速快、翻譯過程亦受限於電視畫面的比例，只能翻譯重點及遷就畫面，動作相對要大，否則聾人就看不清楚。相反同場翻譯，主講者與手語翻譯員之間有協調，手語翻譯員可更好地進行傳譯工作。
她指出，不同地方的手語存有差異，香港手語是結合了南京和上海的手語，現時融入很多廣東話口語詞彙，如「老豆」，手語翻譯員會懂得多種手語，但聾人卻未必可以，所以他們會長期夥拍同一位手語翻譯員，以免出現不能理解所翻譯的內容。
而手語分為「自然手語」和「文法手語」，長者多為自然手語，年輕人則為文法手語。和健聽人士聊天差不多，不會和長者講潮語，用什麼手語要視乎對象，至於面向公眾的手語翻譯會結合兩者，問題不大。
現時她參與港台電視32電視節目「防疫速遞」的手語傳譯工作，她認為翻譯疫情資訊亦有統一標準，她說世界聾人聯盟於疫情初公布「新冠病毒」的手語，以便各地聾人可接收訊息，而疫情期間手語翻譯員亦會陪同他們出入不同地方，包括診所、醫院，但手語還包括口型和表情，為傳達正確訊息，有時要除下口罩，翻譯工作並不容易。

## 手語傳譯牌照
她認為，坊間有些手語翻譯員與聾人熟絡，彼此會有充分了解，可能會比註冊傳譯員更能準確傳達聾人的意思。但她表示，缺乏牌照經常局限其工作範疇。她曾經因為不是註冊手語傳譯員，而被逼將一直跟進的翻譯個案，轉交不瞭解案情的註冊手語傳譯員作法庭傳譯。她指出，更換傳譯員，會令聾人頓失安全感，自己亦感到無能為力。香港復康聯會及社會服務聯會與其他社福機構合辦「專業手語翻譯證書課程」，以培訓更多專業手語傳譯員。她認為，現時的手語翻譯員由坊間聾人機構培訓，大多數以義務性質幫助聾人。如果政府設立手語翻譯員的註冊制度，讓更多傳譯人員獲得資格，有助手語傳譯專業發展。現在，她已符合《香港手語翻譯員名單》基本條件的手語翻譯員。

## 社會對手語翻譯員缺乏認知
她指出現今社會對於手語翻譯員的認識薄弱。有些人誤以為紙筆已經能夠與聾人溝通。即使是學歷高的聾人，他們所書寫的文法也與健聽者相反。一旦遇上深奧的句子，他們往往無法理解。此外，某些醫學名詞如染色體，也需要手語翻譯員以實際例子進行解釋。因為直接翻譯往往會造成誤解。
她舉例說，曾經有一名學歷和書寫能力較低的聾人因胃痛前往醫院就診，但因沒有手語翻譯員陪同，被醫生誤診為肚痛，只安排了留院吊鹽水。另外一次發生在2019年10月，一對聾夫婦帶著嬰兒到母嬰健康院檢查，發現嬰兒患上黃疸病，需要緊急轉介至瑪嘉烈醫院幼兒科。黎欲陪同他們進入病房，但被護士長質疑她不是醫管局名下的手語翻譯員，並且說她不專業。由於醫院沒有安排醫管局的手語翻譯員協助，而且嬰兒情況危急，黎多次詢問後，護士長才在記下黎的個人資料後批准她進入病房。
黎指出，根據她的觀察，大部分醫生在手語翻譯員尚未到場前，都願意逐字書寫與聾人溝通。但對於長篇大論的對話，他們往往覺得寫完後很累，甚至會打瞌睡。因此，僅靠紙筆溝通是不夠的，如果可以使用紙筆溝通，就沒有必要再使用手語了。可惜，部分醫護人員仍未意識到手語翻譯的重要性。
她還說，一般而言使用相熟的手語翻譯員對聾人會更好。因為每次更換翻譯員，聾人可能會感到私隱受到侵犯。實際陪診時，相熟的手語翻譯員能夠察覺到病人回答醫生時是否與平時不同，例如回答不清楚或答非所問，然後告知醫生。